# Chlotrudis Awards/Bester Hauptdarsteller
Seit 1995 wird bei den Chlotrudis Awards der Beste Schauspieler geehrt.
| Statistik                                        |                                                         |
| Am häufigsten honorierter Schauspieler           | Philip Seymour Hoffman (drei Auszeichnungen)            |
| Am häufigsten nominierter Schauspieler           | Gael García Bernal (vier Nominierungen)                 |
| Am häufigsten nominierter Schauspieler ohne Sieg | Daniel Auteuil und Nicolas Cage (je drei Nominierungen) |

## Ausgezeichnete Schauspieler
| Jahr | Schauspieler                                             | Film                                               | Weitere Nominierte |
| ---- | -------------------------------------------------------- | -------------------------------------------------- | --- |
| 1995 | Morgan Freeman und Wallace Shawn                         | Die Verurteilten und Vanja auf der 42. Straße      | Tom Hanks für Forrest Gump Samuel L. Jackson für Pulp Fiction Tim Robbins für Die Verurteilten |
| 1996 | Sean Penn                                                | Dead Man Walking – Sein letzter Gang               | Nicolas Cage für Leaving Las Vegas Martin Donovan für Amateur Harvey Keitel für Smoke Ian McKellen für Richard III. Jonathan Pryce für Carrington Linus Roche für Der Priester |
| 1997 | Billy Bob Thornton                                       | Sling Blade – Auf Messers Schneide                 | Chris Cooper für Lone Star Jeff Daniels für Amy und die Wildgänse William H. Macy für Fargo Tony Shalhoub für Big Night Noah Taylor für Shine – Der Weg ins Licht |
| 1998 | Russell Crowe                                            | L.A. Confidential                                  | Johnny Depp für Donnie Brasco Martin Donovan für Hollow Reed – Lautlose Schreie Al Pacino für Donnie Brasco Guy Pearce für L.A. Confidential Kōji Yakusho für Shall we dance? |
| 1999 | Ian McKellen                                             | Gods and Monsters                                  | Evan Adams für Smoke Signals Roberto Benigni für Das Leben ist schön Danny DeVito für Wachgeküßt Stephen Fry für Oscar Wilde Nick Nolte für Der Gejagte Edward Norton für American History X                                                                                             |
| 2000 | Kevin Spacey                                             | American Beauty                                    | Matthew Broderick für Election Rupert Everett für Ein perfekter Ehemann Richard Farnsworth für Eine wahre Geschichte – The Straight Story Bob Hoskins für Felicia, mein Engel Don McKellar für Last Night Jason Schwartzman für Rushmore Ben Silverstone für Get Real – Von Mann zu Mann |
| 2001 | Christian Bale                                           | American Psycho                                    | Daniel Auteuil für Die Frau auf der Brücke Jamie Bell für Billy Elliot – I Will Dance Dan Futterman für Urbania Denis Lavant für Der Fremdenlegionär Daniel MacIvor für The Five Senses Sean Penn für Sweet and Lowdown Mark Ruffalo für You Can Count on Me Mike White für Chuck & Buck |
| 2002 | John Cameron Mitchell Publikumspreis: Billy Bob Thornton | Hedwig and the Angry Inch The Man Who Wasn’t There | Daniel Auteuil für La Veuve de Saint-Pierre Javier Bardem für Before Night Falls Robert Forster für Diamond Men Tony Leung Chiu Wai für In the Mood for Love Tom Wilkinson für In the Bedroom Ray Winstone für Sexy Beast                                                                |
| 2003 | Jake Gyllenhaal Publikumspreis: Adam Sandler             | Donnie Darko Punch-Drunk Love                      | Gael García Bernal für Y Tu Mamá También – Lust for Life Nicolas Cage für Adaption – Der Orchideen-Dieb Anthony LaPaglia für Lantana Lin Cui für Beijing Bicycle Stellan Skarsgård für Aberdeen James Spader für Secretary                                                               |
| 2004 | Philip Seymour Hoffman                                   | Owning Mahowny                                     | Javier Bardem für Der Obrist und die Tänzerin Bruce Campbell für Bubba Ho-Tep Peter Dinklage für Station Agent Paul Giamatti für American Splendor Bill Murray für Lost in Translation Campbell Scott für The Secret Lives of Dentists                                                   |
| 2005 | Gael García Bernal                                       | La mala educación – Schlechte Erziehung            | Tony Leung Chiu Wai für Infernal Affairs Tadanobu Asano für Last Life in the Universe Paul Giamatti für Sideways Jamie Sives für Wilbur Wants to Kill Himself Kevin Bacon für The Woodsman                                                                                               |
| 2006 | Philip Seymour Hoffman                                   | Capote                                             | Mathieu Amalric für Rois et Reine Romain Duris für Der wilde Schlag meines Herzens Bruno Ganz für Der Untergang Heath Ledger für Brokeback Mountain David Strathairn für Good Night, and Good Luck.                                                                                      |
| 2007 | Vincent Lindon                                           | La Moustache                                       | Daniel Auteuil für Caché Gael García Bernal für Science of Sleep – Anleitung zum Träumen Ryan Gosling für Half Nelson Guy Pearce für The Proposition – Tödliches Angebot Ray Winstone für The Proposition – Tödliches Angebot                                                            |
| 2008 | Daniel Day-Lewis                                         | There Will Be Blood                                | Casey Affleck für Die Ermordung des Jesse James durch den Feigling Robert Ford Ryan Gosling für Lars und die Frauen Gordon Pinsent für An ihrer Seite Sam Riley für Control Philip Seymour Hoffman für Tödliche Entscheidung – Before the Devil Knows You’re Dead                        |
| 2009 | Richard Jenkins                                          | Ein Sommer in New York – The Visitor               | Brendan Gleeson für Brügge sehen… und sterben? Jean-Claude Van Damme für JCVD Sean Penn für Milk Mickey Rourke für The Wrestler – Ruhm, Liebe, Schmerz |
| 2010 | Colin Firth                                              | A Single Man                                       | Nicolas Cage für Bad Lieutenant – Cop ohne Gewissen Baard Owe für O’ Horten Jeremy Renner für Tödliches Kommando – The Hurt Locker Sam Rockwell für Moon |
| 2011 | Ryan Gosling und Philip Seymour Hoffman                  | Blue Valentine und Jack Goes Boating               | Vincent Cassel für Mesrine: Killer Instinct Colin Firth für The King’s Speech Anthony Mackie für Night Catches Us Alexander Siddig für Cairo Time |
| 2012 | Michael Shannon                                          | Take Shelter                                       | Javier Bardem für Biutiful Tom Cullen für Weekend Jean Dujardin für The Artist Chris New für Weekend Stellan Skarsgård für A Somewhat Gentle Man |
| 2013 | John Hawkes                                              | The Sessions                                       | Frank Langella für Robot & Frank Denis Lavant für Holy Motors Peter Mullan für Tyrannosaur Matthias Schoenaerts für Bullhead Matthias Schoenaerts für Rust and Bone |
| 2014 | Mads Mikkelsen                                           | Die Jagd (Jagten)                                  | Toby Jones für Berberian Sound Studio Daniel Radcliffe für Kill Your Darlings Gael García Bernal für No Miles Teller für The Spectacular Now – Perfekt ist jetzt Paul Eenhoorn für This Is Martin Bonner                                                                                 |
| 2015 | Tom Hardy                                                | No Turning Back                                    | Adam Bakri für Omar Jesse Eisenberg für The Double Masaharu Fukuyama für Like Father, Like Son Michael Keaton für Birdman oder (Die unverhoffte Macht der Ahnungslosigkeit) Miles Teller für Whiplash                                                                                    |
| 2016 | Christopher Abbott                                       | James White                                        | Jemaine Clement für People Places Things Paul Dano für Love & Mercy Bruce Greenwood für Wildlike Oscar Isaac für A Most Violent Year Jason Segel für The End of the Tour |
| 2017 | Joel Edgerton                                            | Loving                                             | Casey Affleck für Manchester by the Sea Vincent Lindon für Der Wert des Menschen Viggo Mortensen für Captain Fantastic – Einmal Wildnis und zurück Theo Taplitz für Little Men |
| 2018 | Timothée Chalamet                                        | Call Me by Your Name                               | Adam Driver für Paterson Ethan Hawke für Maudie Nelsan Ellis für Little Boxes Harry Dean Stanton für Lucky Sam Elliott für The Hero |
| 2019 | Alessandro Nivola                                        | Weightless                                         | Ben Foster für Leave No Trace Brady Jandreau für The Rider Charlie Plummer für Lean on Pete Ethan Hawke für First Reformed |
| 2020 | Matthias Schoenaerts                                     | The Mustang                                        | Jimmie Fails für The Last Black Man in San Francisco Kelvin Harrison Jr. für Luce Antonio Banderas für Leid und Herrlichkeit Jonathan Pryce für Die zwei Päpste |
| 2021 | Riz Ahmed und Levan Gelbakhiani                          | Sound of Metal und Als wir tanzten                 | John Boyega für Red, White and Blue Delroy Lindo für Da 5 Bloods John Magaro für First Cow Mads Mikkelsen für Der Rausch |